# Norfolk terrier

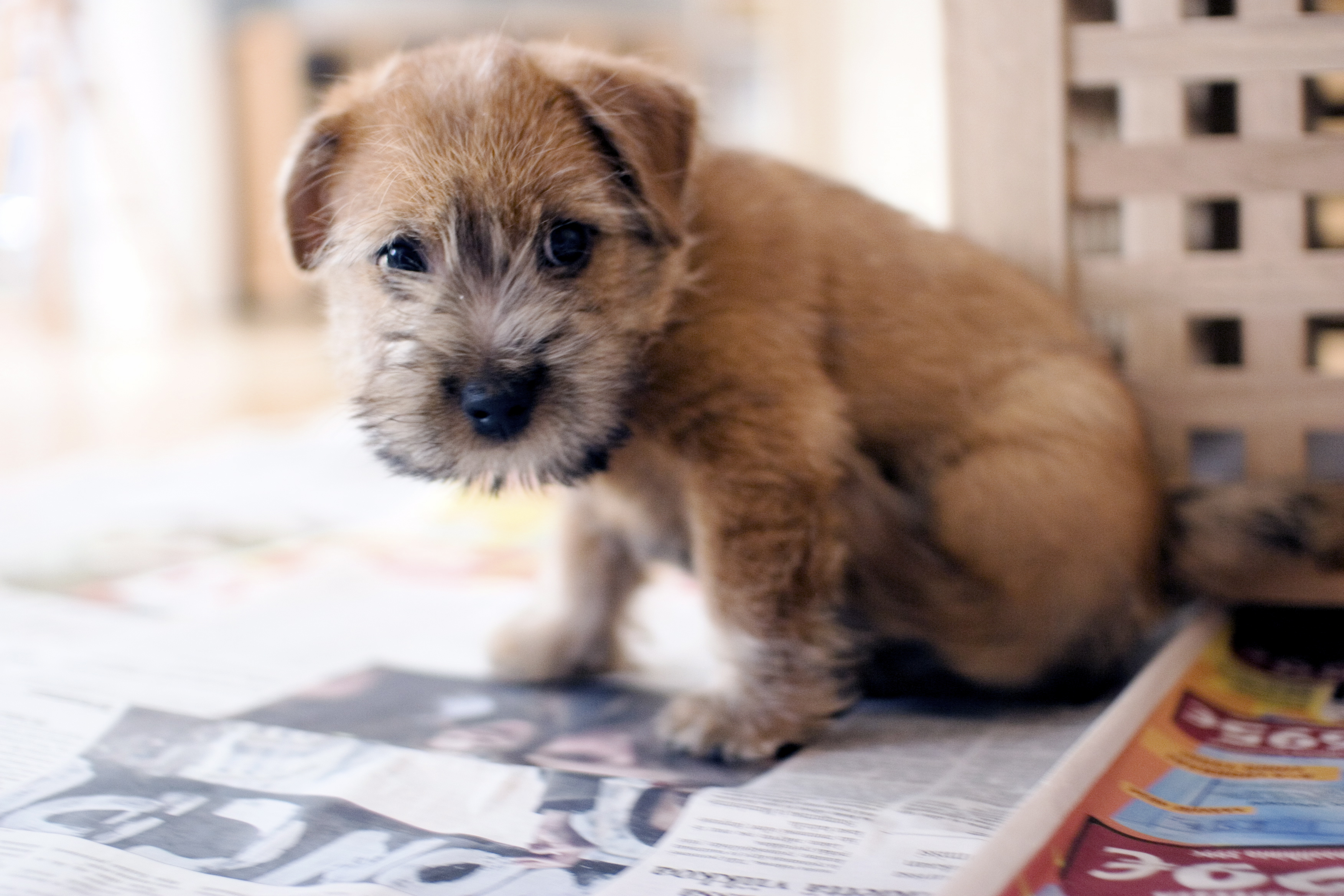
Szczenię norfolk terriera

Norfolk terrier – jedna z ras psów, należąca do grupy terierów, zaklasyfikowana do sekcji terierów krótkonożnych. Nie podlega próbom pracy.

## Wygląd ogólny
Norfolk terrier jest jednym z najmniejszych terierów. Niskonożny, krępy i mocny, pełen temperamentu. Ma krótki grzbiet, mocne ciało i kości.

### Głowa
- Mózgoczaszka szeroka o lekko zaokrąglonym czole, z dobrą odległością pomiędzy uszami.
- Stop (kynologia) dobrze zaznaczony
- Kufa mocna o klinowym kształcie jest około 1/3 krótsza od mózgoczaszki, której długość mierzymy od guza potylicznego do niższej partii stopu
- Wargi ścisłe, przylegające
- Uzębienie: szczęka i żuchwa mocne. Zęby dość duże, silne, regularny zgryz nożycowy ustawiony pod kątem prostym.
- Oczy owalne, głęboko osadzone, ciemnobrązowe lub czarne. Spojrzenie żywe, badawcze i inteligentne.
- Uszy średniej wielkości w kształcie litery "V", leciutko zaokrąglone na koniuszkach, opadają do przodu, noszone przy policzkach.

### Szyja
Mocna, średniej długości.

### Tułów
Tułów zwarty, grzbiet krótki, linia górna prosta, zebra dobrze wysklepione. 

### Ogon
- Współcześnie kopiowanie jest zakazane w większości krajów europejskich.
- Kopiowany średnio długo, osadzony wysoko, noszony prosto do góry.
- Nie kopiowany jest średniej długości, harmonizuje z sylwetką psa, gruby u nasady, zwęża się ku koniuszkowi, tak prosty, jak to tylko jest możliwe, noszony radośnie i śmiało, ale niezakręcony.

### Kończyny
- Kończyny przednie dobrze skonstruowane, mocne, proste i krótkie. Łopatki długości podobnej jak ramiona, skośne o ładnej linii.
- Kończyny tylne muskularne. Stawy kolanowe dobrze kątowane. Stawy skokowe nisko położone, śródstopia oglądane od tyłu proste(ustawione pionowo do podłoża), ruch kończyn tylnych jest wydajny. Łapy okrągłe o grubych poduszkach.

### Ruch
Swobodny, pewny i wydajny. Poczynając od łopatek, kończyny przednie wyrzucane są prosto, dobre kątowanie kończyn tylnych zapewnia siłę wykroku. kończyny tylne poruszają się po tej samej linii co przednie i pracują swobodnie, poczynając od bioder, są elastyczne w kolanach i stawach skokowych. Górna linia podczas ruchu jest horyzontalna.

### Okrywa włosowa
- Włos twardy, druciany, prosty, przylegający do ciała. Dłuższy i bardziej sterczący na szyi i łopatkach. Sierść na głowie i uszach jest krótka i gładka z wyjątkiem wąsów i brwi. Nie jest pożądany nadmierne trymowanie.
- Umaszczenie - wszystkie odcienie rudego, pszenicznego, czarnego z podpalaniem i grizzle (siwo-rude). Białe znaczenia i łatki są tolerowane, ale niepożądane.

## Zachowanie i charakter
Usposobienie ma miłe, nieustraszony i bystry.